# 최두석
최두석(1956년 11월 23일~)은 대한민국의 시인이자 대학 교수이다.
1956년 전라남도 나주에서 태어나 서울대학교 국어교육학과를 졸업하고, 동 대학원의 국어국문학과에서 석사학위와 박사학위를 받았다. 강릉대학교 국어국문학과 교수(1991~1997)를 거쳐 현재 한신대학교 문예창작학과 교수(1997~)로 재직하면서, 계간 《실천문학》 편집위원으로 활동 중이다. 2007년 제2회 「불교문예작품상」, 2010년 제3회 「오장환문학상」을 수상했다.

## 약력
1980년 《심상》에 〈김통정〉 등을 발표하며 등단했다. 2007년 제2회 「불교문예작품상」, 2010년 제3회 「오장환문학상」을 수상했다.

## 수상
- 2007년 제2회 「불교문예작품상」
- 2010년 제3회 「오장환문학상」

## 저서

### 시집
- 《대꽃》(문학과지성사, 1984)
- 《임진강》(청사, 1986; 개정판: b, 2010)
- 《성에꽃》(문학과지성사, 1990)
- 《사람들 사이에 꽃이 필 때》(문학과지성사, 1997)
- 《꽃에게 길을 묻는다》(문학과지성사, 2003)
- 《투구꽃》(창비, 2009)

### 평론집
- 《리얼리즘의 시정신》(실천문학사, 1992; 재판: 1998, 2010)
- 《시와 리얼리즘》(창비, 1996)